# Johann Fück
Johann W. Fück (* 8. Juli 1894 in Frankfurt am Main; † 24. November 1974 in Halle (Saale)) war ein deutscher Arabist und Islamwissenschaftler. Er war von 1938 bis 1962 Professor für Semitische Philologie und Islamkunde an der Martin-Luther-Universität Halle-Wittenberg.

## Werdegang
Fück studierte von 1913 bis 1918 klassische und semitische Philologie an den Universitäten Halle (u. a. bei Carl Brockelmann, Paul Kahle), Berlin (Eugen Mittwoch, Eduard Sachau) und Frankfurt (Josef Horovitz), unterbrochen vom Kriegsdienst 1916/17. Danach absolvierte er das Referendariat und wurde 1920 Studienassessor für klassische Sprachen und Hebräisch. Von 1919 bis 1921 war er Mitglied der 
Deutschnationalen Volkspartei (DNVP). Er promovierte 1921 in Frankfurt mit Literarhistorischen Untersuchungen zu Muhammad Ibn Ishāq zum Dr. phil. Dort hatte er anschließend bis 1930 einen Lehrauftrag für Hebräisch am Orientalischen Seminar, wo er sich 1929 auch habilitierte.
Von 1930 bis 1935 war er Professor für arabische und islamische Studien an der Universität Dhaka im damals britisch beherrschten Ostbengalen. Nach seiner Rückkehr nach Frankfurt versah er bis 1938 erneut einen Lehrauftrag, nun für Arabistik und Islamkunde, und wurde 1936 zum außerordentlichen Professor ernannt.
1938 wurde Fück als ordentlicher Professor für Semitische Philologie und Islamkunde an die Universität Halle berufen, wo er die Nachfolge seines akademischen Lehrers Hans Bauer antrat und zugleich Direktor des Orientalischen Seminars wurde. Den Lehrstuhl hatte er bis zu seiner Emeritierung 1962 inne. In Halle war er zugleich Direktor der Bibliothek der Deutschen Morgenländischen Gesellschaft. Seit 1948 war er ordentliches Mitglied der Sächsischen Akademie der Wissenschaften. Das Orientalische Seminar der Universität Halle leitete er noch nach der Emeritierung bis 1966. Nachfolger war sein akademischer Schüler Manfred Fleischhammer.

## Werke (Auswahl)
- Muhammad ibn Ishaq (Dissertation, 1926), In MENAdoc.
- Arabiya : Untersuchungen zur arabischen Sprach- u. Stilgeschichte (1950), In MENAdoc.
- Die arabischen Studien in Europa vom 12. bis in den Anfang des 19. Jahrhunderts. In: Richard Hartmann und Helmuth Scheel (Hrsg.): Beiträge zur Arabistik, Semitistik und Islamwissenschaft. Leipzig 1944, In MENAdoc.
- Vorträge über den Islam. Aus dem Nachlaß hrsg. von Sebastian Günther, Institut für Orientalistik der Martin-Luther-Universität Halle-Wittenberg 1999, als Heft 27 der Hallesche Beiträge zur Orientwissenschaft.
- Die arabischen Studien in Europa bis in den Anfang des 20. Jahrhunderts, Leipzig 1955 (in MENAdoc).
- Arabische Kultur und Islam im Mittelalter. Ausgewählte Aufsätze. Hrsg. von Manfred Fleischhammer. Böhlau, Weimar 1981.
- Vorträge über den Islam (= Hallesche Beiträge zur Orientwissenschaft, Bd. 27). Aus dem Nachlaß hrsg. u. um einen Anmerkungsteil ergänzt von Sebastian Günther. Inst. für Orientalistik, Martin-Luther-Univ. Halle-Wittenberg, 1999.